# Taeniostola striatipennis
Taeniostola striatipennis är en tvåvingeart som beskrevs av Erich Martin Hering 1941. Taeniostola striatipennis ingår i släktet Taeniostola och familjen borrflugor. Inga underarter finns listade i Catalogue of Life.